# デイヴィダス・チェスナウスキス
デイヴィダス・チェスナウスキス（Deividas Česnauskis, 1981年6月30日 - ）は、リトアニア、クルシェナイ出身の元サッカー選手。元リトアニア代表である。現役時代のポジションはMF、WG。弟のエドガラス・チェスナウスキスも元同国代表のサッカー選手である。

## 経歴
1997年にリトアニアのFKエクラナス・パネヴェジースでプロキャリアをスタートさせた。2000年、ロシア・プレミアリーグのFCディナモ・モスクワへ移籍。主に主力として出場したが、契約更新はされず、2003年にライバルクラブのFCロコモティフ・モスクワへ移籍した。クラブでは、当時、ロシア代表だったマラト・イズマイロフからポジションを奪う事が出来ず、出場した試合は10試合に留まった。2005年、ハート・オブ・ミドロシアンFCへ移籍。2009年、4年間在籍したクラブを離れ、ギリシャのエルゴテリスFCへ移籍。
2010年、アリス・テッサロニキへ移籍。契約期間は3年半。
2011年6月、FKバクーに移籍。
2014年、FKトラカイに移籍。

## 代表
- リトアニア代表 2001-2018

2001年7月、エストニア戦でA代表デビュー。
63試合出場4ゴール。
- ゴール

| # | 開催年月日     | 対戦国     | 結果 | 試合概要                          |
| - | -------------- | ---------- | ---- | --------------------------------- |
| 1 | 2001年7月4日   | エストニア | ○5-2 | 2001 バルティックカップ           |
| 2 | 2003年7月3日   | エストニア | ○5-1 | 2003 バルティックカップ           |
| 3 | 2004年11月17日 | サンマリノ | ○1-0 | 2006 FIFAワールドカップ・欧州予選 |
| 4 | 2005年8月17日  | ベラルーシ | ○1-0 | 親善試合                          |

## タイトル
FCロコモティフ・モスクワ
- ロシア・プレミアリーグ : 1 (2004)

ハート・オブ・ミドロシアンFC
- スコティッシュカップ : 1 (2005-06)

FKバクー
- アゼルバイジャン・クボク  : 1 (2011-12)